# 謝赫海達爾
謝赫-海達爾，是1469-1471年烏茲別克汗國的可汗。
他是阿布海兒之子，由於他父親的強硬而堅定集權政策，這導致了對他的後代的負面態度，汗國貴族找來昔班家族一個分支的年老成員雅德加爾出任可汗。
雅德加爾於1469年去世，謝赫-海達爾上臺。然而，一個強大的反對派正形成並反對他，其中包括西伯利亞汗國可汗伊巴克，白帳汗國可汗兀魯斯的曾孫，蘇丹賈尼別克和克列，諾蓋汗國穆爾扎穆薩和亞德加汗的兒子別雷克蘇丹。1470-1471年，謝赫-海達爾失去了大部分財產。1471年，大帳汗國的阿黑麻汗率領他的軍隊出現在東欽察草原，佔領了花剌子模。謝赫-海達爾很快被伊巴克汗所殺。